# Woodlawn (Virgínia)
Woodlawn és una concentració de població designada pel cens dels Estats Units a l'estat de Virgínia. Segons el cens del 2000 tenia 2.249 habitants.

## Demografia
Segons el cens del 2000, Woodlawn tenia 2.249 habitants, 847 habitatges, i 597 famílies. La densitat de població era de 44,4 habitants per km².
Dels 847 habitatges en un 25,9% hi vivien nens de menys de 18 anys, en un 58,1% hi vivien parelles casades, en un 8,3% dones solteres, i en un 29,5% no eren unitats familiars. En el 27% dels habitatges hi vivien persones soles l'11,7% de les quals corresponia a persones de 65 anys o més que vivien soles. El nombre mitjà de persones vivint en cada habitatge era de 2,31 i el nombre mitjà de persones que vivien en cada família era de 2,77.
Per edats la població es repartia de la següent manera: un 19,5% tenia menys de 18 anys, un 7,4% entre 18 i 24, un 30,2% entre 25 i 44, un 28,4% de 45 a 60 i un 14,5% 65 anys o més.
L'edat mediana era de 41 anys. Per cada 100 dones de 18 o més anys hi havia 100,9 homes.
La renda mediana per habitatge era de 34.044 $ i la renda mediana per família de 38.750 $. Els homes tenien una renda mediana de 24.942 $ mentre que les dones 18.991 $. La renda per capita de la població era de 16.494 $. Entorn del 4,4% de les famílies i el 13% de la població estaven per davall del llindar de pobresa.

## Poblacions més properes
El següent diagrama mostra les poblacions més properes.